# 罗溪乡
罗溪乡，是中华人民共和国江西省九江市武宁县下辖的一个乡镇级行政单位。

## 行政区划
罗溪乡下辖以下地区：
罗溪村、合源村、新庄村、联村、坪港村、饶山村、坪源村、东湾村、丰源村和长龙村。